# Austrodecus simulans
Austrodecus simulans är en havsspindelart som beskrevs av Stock, J.H. 1957. Austrodecus simulans ingår i släktet Austrodecus och familjen Austrodecidae. Inga underarter finns listade.